# Са, Тиагу
Тиагу Магальеш де Са (порт. Tiago Magalhães de Sá, род. 11 января 1995, Вила-Верди) — португальский футболист, вратарь клуба «Брага».

## Клубная карьера
Са — воспитанник клуба «Брага». В 2013 году игрок дебютировал за дублирующий состав. 31 августа 2018 года в матче против «Шавеш» он дебютировал в Сангриш лиге. В составе клуба Тиагу завоевал Кубок Португалии.

## Международная карьера
В 2014 году в составе юношеской сборной Португалии Са стал серебряным призёром юношеского чемпионата Европы в Венгрии. На турнире он сыграл в матче против команды Сербии.
В 2015 году в составе молодёжной сборной Португалии Са принял участие в молодёжном чемпионате мира в Новой Зеландии. На турнире он был запасным и на поле не вышел.

## Достижения
Клубные
 «Брага»
- Обладатель Кубка Португалии (1) — 2020/2021
- Обладатель Кубка португальсклой лиги (2) — 2019/2020, 2023/2024